# Розо
Розо̀ (на френски: Roseau, старо име Шарлот Таун, на английски: Charlotte Town) е столица и най-голям град на островната държава Доминика.
Разположен е в югозападна Доминика около устието на река Розо в Карибско море. Основан е от французи през 17 век. Градът е пристанище и служи като основен търговски и транспортен център. Туризмът е също така важен отрасъл за икономиката му.
Има римо-католическа катедрала построена през 18 век, ботаническа градина и музеи. Отглеждане на цитрусови плодове, предимно лимони. Лека промишленост, производство на лимонов сок и етерични масла. Население 16 577 жители от преброяването през 2006 г.

## История
Град Розо се намира върху алувиален вентилатор, който се образува преди стотици години, докато река Розо криволичи през района от това, което сега е известно като Нютаун, до сегашното си местоположение. През последните 2000 години индианците, мигриращи през островите, заселват района, привлечен от близката река. С пристигането на европейците през 16-ти и 17-ти век, малко селище е създадено от французите, които, в традицията си да наименуват места след това, което са намерили там, са използвали името си за речната тръстика, която расте по бреговете. Създава се план за селището, който отразява примерите във Франция, където улиците се простират от централна точка – това, което днес е Старият пазар – и се разпростират до останалата част от селището.
Конфликтът бушува между французите и британците за района на няколко пъти. Британците спечелиха крепост. До края на 18-ти и началото на 19-ти век те излагат планове за града, които включват укрепления и правителствени структури, мрежова улична система и блокове и нови градски зони на север и юг. Оттогава няколко нови полуградски селища са построени около съществуващите. Някои по-стари селища като Фонд Коул и Кейнфийлд днес принадлежат към полуградския район около Розо.
Френското влияние обаче все още може да се види днес в архитектурата и кривите улици. Примери за английското влияние са очевидни в архитектурата и имената на улиците.

## Климат и природа
Близката природа на Розо (предимно в така наречената му долина) включва Кипящото езеро, на 10,5 км (6,5 мили) източно, в националния парк Морн, водопади, термални извори и живописни плата.
Морн предлага панорамна гледка към по-голямата част от центъра на Розо и на север към дълбоководнот пристаноще. От Морн има гледка към ботаническите градини в основата му, както и към Карибско море, което изглежда доста зрелищно, когато круизните кораби са в пристанището.
Климатът на Розо е тропически мусонен климат, характеризиращ се с относително постоянни температури през цялата година със средни високи температури обикновено между 28 и 31 °C (82,4 и 87,8 °F) и средни ниски температури между 19 и 23 °C (66,2 и 73,4 °F) . Валежите са обичайни през цялата година, като градът вижда средно годишно близо 1800 милиметра или 70 инча. Розо има забележимо по-сух участък от февруари до април, въпреки че всеки от тези месеци има средно поне 45 милиметра или 1,8 инча дъжд.

## Архитектура
Централният квартал на Розо е плътно пълен с малки и големи къщи и още по-големи модерни бетонни конструкции. В града има малко зелено или открито пространство; днес има още по-малко, тъй като много от дворовете, които някога са били обичайни, отстъпват място на офис площи. Районът обаче е ограден във всички посоки от природни елементи. Морето и реката осигуряват водни елементи, докато ботаническите градини и градините на сградата на правителството обграждат града със зелени площи. Тези елементи са рядкост в Карибите. Никой друг център в региона няма толкова обширни ботанически градини с такова централно местоположение, а река Розо е сред най-големите, които текат през която и да е карибска столица.
Градската структура на Централно Розо се основава на неправилна мрежова система с миниатюрни пропорции, което го прави изключително нечетлив град. Въпреки че зоната на решетката не е обширна, за посетителя е сравнително лесно да се изгуби. Мрежовата зона включва около 80 блока на площ от 30 хектара (74 акра). За сравнение, решетъчните зони на Кингстаун и Кастрис — столици на Сейнт Винсент и Сейнт Лусия — имат около 50 и 60 блока на площ от над 40 ха (99 акра). Средният размер на блока в Центрълно Розо е около ⅓ хектар (1 акър), т.е. около половината от този на Центрълен Кингстаун.
В Розо има някои хубави примери за западноиндийска архитектура. Тези, които се открояват най-много, са френският колониален стил и народната форма. Голяма част от френското влияние може да се намери по улица Крал Джордж V. Около града има добри примери за английското влияние в големи колониални градски къщи и колониални обществени/правителствени сгради.
Църквите в Розо са чудесни примери за Европа в Доминика с малко креолизация. Римокатолическата катедрала стои на видно място в готически романски възрожденски стил, а англиканската църква на улица Виктория в георгиански стил.

## Градски живот
Поради разрастването на предградията, малко хора живеят в Централно Розо, но повече от тях пътуват ежедневно. Моторизираните превозни средства се вливат в централния квартал, въвеждайки режим на взаимодействие от точка до точка в среда, създадена за многократна употреба. Както казват старейшините, първо не е имало улици, а само пространство между сградите. Улиците на Розо и особено тези в централния му квартал са не само начини за придвижване от място на място, но и самите те са места. Те се използват като градини, игрища и места за социални срещи.

## Спорт и отдих
В Розо има много възможности за отдих. Много хора търсят спокойствието и прохладата на ботаническата градина като място за бягство в неделя следобед и на обяд. Това е популярно място за местни мачове по крикет и спортни тренировки. Футболът е популярен; има няколко терена в целия град.

### Спортни съоръжения и инфраструктура
В града има специални спортни съоръжения. Частните тенис кортове са на улица Хиг; в големите гимназии изобилстват игрища за нетбол и баскетбол. Те се допълват от обществени съоръжения. Специален стадион за нетбол и баскетбол се намира в Стокфарм близо до държавния колеж на Доминика.
През 2007 г. Парк Уиндзор, стадион за крикет, който също е дом на националния отбор по футбол на Доминика, беше завършен с дарение от 33 милиона EC$ от правителството на Китайската народна република.
На други места не е необичайно да откриете, че част от улицата, тротоара или плажа е била адаптирана за импровизирани игри на крикет или футбол.
Други популярни спортове включват нетбол, баскетбол, раундърс и (в много по-малка степен) тенис.

## Настаняване и инфраструктура
В града няма световноизвестни хотелски вериги. Най-известният е хотел Fort Young. Освен това има няколко малки семейни заведения в и в покрайнините на Розо.
Dominica Broadcasting Corporation, националната радиостанция и две частни радиостанции са в столицата.

## Транспорт
Като най-важният град на острова и център на цялата бизнес дейност, градът е централна точка на пътната мрежа на острова. Това е важна връзка между северния, източния и южния трафик.
Розо се обслужва от летище Canefield, близко летище за малки самолети, което осигурява директни връзки до близките острови, както и от по-голямото летище Дъглас-Чарлз на север. Фериботният терминал осигурява директни връзки със съседната Гваделупа на север и Мартиника и Сейнт Лусия на юг.
Няма железопътни или метро системи.

## Образование
Розо е историческият център на образованието на острова. В града има шест средни училища, както и осем основни училища. Обществен колеж, Държавният колеж на Доминика, е в Розо. Има две частни медицински училища и два частни университета с филиали в няколко държави с глобална програма за устойчивост на образованието, и Западен православен университет.